# Torre Tirrena
La Torre Tirrena è un edificio storico di Milano, situato in piazza del Liberty al civico 4, ad uso residenziale e terziario.

## Storia
La costruzione di un edificio a torre, affacciantesi su una nuova piazza da aprirsi a nord del corso Vittorio Emanuele II, venne prevista dal piano particolareggiato di ricostruzione del centro di Milano, adottato in attuazione del piano regolatore generale del 1953.
L'edificio fu progettato dagli architetti Eugenio ed Ermenegildo Soncini in stile moderno e costruito dal 1956 al 1957. La torre è oggi nota commercialmente anche con il nome di Liberty Tower.

## Caratteristiche
"La chiara architettura di questo edificio, il cui significato è dovuto essenzialmente al gioco delle strutture, deve la sua caratteristica più saliente ai pilastrini binati costituenti la partitura verticale delle fronti".  Essi creano un effetto di chiaroscuro contrastante con le superfici vetrate e non sono rettilinei, bensì si sdoppiano con raccordi obliqui alla sommità e alla base dell'edificio. Quest'idea, aprire i pilastri di base per formare a ventaglio le partiture verticali della facciata, fu ripresa su scala gigantesca nel 1974 da Minoru Yamasaki nelle vertiginose costolature delle Torri Gemelle di New York.
La continuità dei serramenti, dotati di ampie lastre di cristallo, è interrotta virtualmente soltanto dalla luce intercorrente tra i pilastrini. Le ombre proiettate sulle fronti dalla loro sporgenza attribuiscono alla costruzione rilievo e movimento.

### Il sistema spaziale
L'edificio ha dieci piani, oltre al piano terreno, a cui si aggiungono l'attico e due piani interrati, con un'elevazione complessiva di 46.5 m. Il piano terreno e il primo piano ospitano attività commerciali; quelli dal secondo al quarto uffici, e quelli dal quinto all'attico appartamenti residenziali.

### La struttura
La struttura portante è in calcestruzzo armato ed è innovativa per l'impiego dei pilastri binati, fortemente aggettanti rispetto alla superficie piana delle facciate. Tra il primo piano e il secondo piano, ogni pilastro si scinde, infatti, in due pilastrini, con uno spostamento laterale di 56 cm e un contemporaneo spostamento verso l'esterno di 110 cm. La sezione di ogni pilastrino è molto esigua e il carico su di esso, all'altezza del secondo piano, è di 75 tonnellate. Il problema è stato dunque quello di riuscire a creare degli elementi costruttivi in grado di portare il carico di 150 tonnellate al livello del piano terreno, capaci nel contempo ad assorbire i fortissimi momenti e gli sforzi di taglio derivanti dal duplice spostamento. Per realizzare una struttura così ardita sono stati utilizzati 23.000 kg di ferro. Il calcolo statico è di Cesare Fermi.

### Il sistema tecnologico
Il rivestimento della Torre è a cortina di ceramica porfirizzata, realizzata appositamente per questo edificio. Nell'atrio è stata realizzata una parete di grande dimensione (m. 10 x 6) in lamierino smaltato a fuoco, con pannelli sovrapposti e decorati, dello scultore Romano Rui.

## Valutazione
Scrive Carlo De Carli: "Due impostazioni differenti: la ripetizione continua di uno schema lineare senza fine nel Grattacielo di Milano in P.za della Repubblica; la ricerca di una forma chiusa in questa Torre di P.za Liberty. Due impegni diversi di questi valorosi e appassionati professionisti. ... Merita riportare un brano della relazione da essi presentata per l'approvazione in Comune: «La Torre, posta a chiusura della nuova piazza, si eleva con la sua nitida architettura, essenzialmente strutturale, distaccandosi e differenziandosi dagli altri edifici che prospettano sulla piazza. Caratteristica determinante la leggerezza estetica e lo slancio verticale è l'estrema esilità delle strutture portanti tenute in vista e risolte con uno sdoppiamento delle pilastrate, fortemente aggettanti, che si ravvicinano nell'attico terminale, concludendo il volume dell'edificio. ... Lo slancio viene accentuato dalla forte smussatura dei quattro angoli che, unitamente alla rastremazione in alto e in basso dell'edificio, determinano un volume armonicamente composto e bloccato in ogni sua parte.»"